# Amnéville
Amnéville és un municipi francès, situat al departament del Mosel·la i a la regió del Gran Est. L'any 2007 tenia 10.150 habitants.

## Demografia

### Població
El 2007 la població de fet d'Amnéville era de 10.150 persones. Hi havia 4.138 famílies, de les quals 1.141 eren unipersonals (482 homes vivint sols i 659 dones vivint soles), 1.141 parelles sense fills, 1.406 parelles amb fills i 450 famílies monoparentals amb fills.
La població ha evolucionat segons el següent gràfic:
Habitants censats

### Habitatges
El 2007 hi havia 4.577 habitatges, 4.237 eren l'habitatge principal de la família, 5 eren segones residències i 335 estaven desocupats. 2.459 eren cases i 2.106 eren apartaments. Dels 4.237 habitatges principals, 2.094 estaven ocupats pels seus propietaris, 2.081 estaven llogats i ocupats pels llogaters i 61 estaven cedits a títol gratuït; 61 tenien una cambra, 352 en tenien dues, 1.089 en tenien tres, 1.135 en tenien quatre i 1.600 en tenien cinc o més. 3.075 habitatges disposaven pel capbaix d'una plaça de pàrquing. A 1.905 habitatges hi havia un automòbil i a 1.702 n'hi havia dos o més.

### Piràmide de població
La piràmide de població per edats i sexe el 2009 era:
| Homes | Edats   | Dones |
| ----- | ------- | ----- |
| 8     | 95 o +  | 0     |
| 4     | 90 a 94 | 32    |
| 24    | 85 a 89 | 64    |
| 40    | 80 a 84 | 64    |
| 108   | 75 a 79 | 180   |
| 180   | 70 a 74 | 204   |
| 220   | 65 a 69 | 208   |
| 248   | 60 a 64 | 288   |
| 256   | 55 a 59 | 212   |
| 292   | 50 a 54 | 280   |
| 276   | 45 a 49 | 360   |
| 360   | 40 a 44 | 396   |
| 352   | 35 a 39 | 420   |
| 360   | 30 a 34 | 376   |
| 344   | 25 a 29 | 336   |
| 260   | 20 a 24 | 244   |
| 284   | 15 a 19 | 296   |
| 360   | 10 a 14 | 360   |
| 244   | 5 a 9   | 296   |
| 200   | 0 a 4   | 260   |

## Economia
El 2007 la població en edat de treballar era de 6.804 persones, 5.106 eren actives i 1.698 eren inactives. De les 5.106 persones actives 4.520 estaven ocupades (2.364 homes i 2.156 dones) i 585 estaven aturades (270 homes i 315 dones). De les 1.698 persones inactives 536 estaven jubilades, 554 estaven estudiant i 608 estaven classificades com a «altres inactius».

### Ingressos
El 2009 a Amnéville hi havia 4.124 unitats fiscals que integraven 10.058,5 persones, la mediana anual d'ingressos fiscals per persona era de 17.024 €.

### Activitats econòmiques
Dels 323 establiments que hi havia el 2007, 7 eren d'empreses extractives, 9 d'empreses alimentàries, 1 d'una empresa de fabricació de material elèctric, 18 d'empreses de fabricació d'altres productes industrials, 52 d'empreses de construcció, 50 d'empreses de comerç i reparació d'automòbils, 11 d'empreses de transport, 41 d'empreses d'hostatgeria i restauració, 4 d'empreses d'informació i comunicació, 12 d'empreses financeres, 18 d'empreses immobiliàries, 22 d'empreses de serveis, 49 d'entitats de l'administració pública i 29 d'empreses classificades com a «altres activitats de serveis».
Dels 93 establiments de servei als particulars que hi havia el 2009, 1 era una comissaria de policia, 1 oficina de correu, 3 oficines bancàries, 1 funerària, 8 tallers de reparació d'automòbils i de material agrícola, 3 autoescoles, 10 paletes, 8 guixaires pintors, 3 fusteries, 11 lampisteries, 3 electricistes, 4 empreses de construcció, 8 perruqueries, 1 veterinari, 23 restaurants, 2 agències immobiliàries i 3 salons de bellesa.
Dels 28 establiments comercials que hi havia el 2009, 2 eren supermercats, 1 una botiga de més de 120 m², 8 fleques, 3 carnisseries, 1 una peixateria, 2 botigues de roba, 1 una botiga d'equipament de la llar, 2 botigues de mobles, 1 una botiga de mobles, 1 una botiga de material esportiu, 1 una botiga de material de revestiment de parets i terra, 2 joieries i 3 floristeries.
L'any 2000 a Amnéville hi havia 3 explotacions agrícoles.

## Equipaments sanitaris i escolars
El 2009 hi havia 2 farmàcies i 1 ambulància.
El 2009 hi havia 5 escoles maternals i 3 escoles elementals. Amnéville disposava d'un col·legi d'educació secundària amb 538 alumnes.

## Poblacions més properes
El següent diagrama mostra les poblacions més properes.